# Carmine Superiore
Carmine Superiore ist eine Fraktion der italienischen Gemeinde (comune) Cannobio in der Provinz Verbano-Cusio-Ossola, Region Piemont.

## Geographie
Der mittelalterliche Ortsteil liegt zwischen Cannobio und Cannero Riviera am Westufer des Lago Maggiore auf 305 m und ist nur zu Fuß erreichbar. Vom weiter unten liegenden Ortsteil Carmine Inferiore (205 m) führt ein teils steiniger Spazierweg hinauf.

## Geschichte des Ortsteils

### Mittelalter

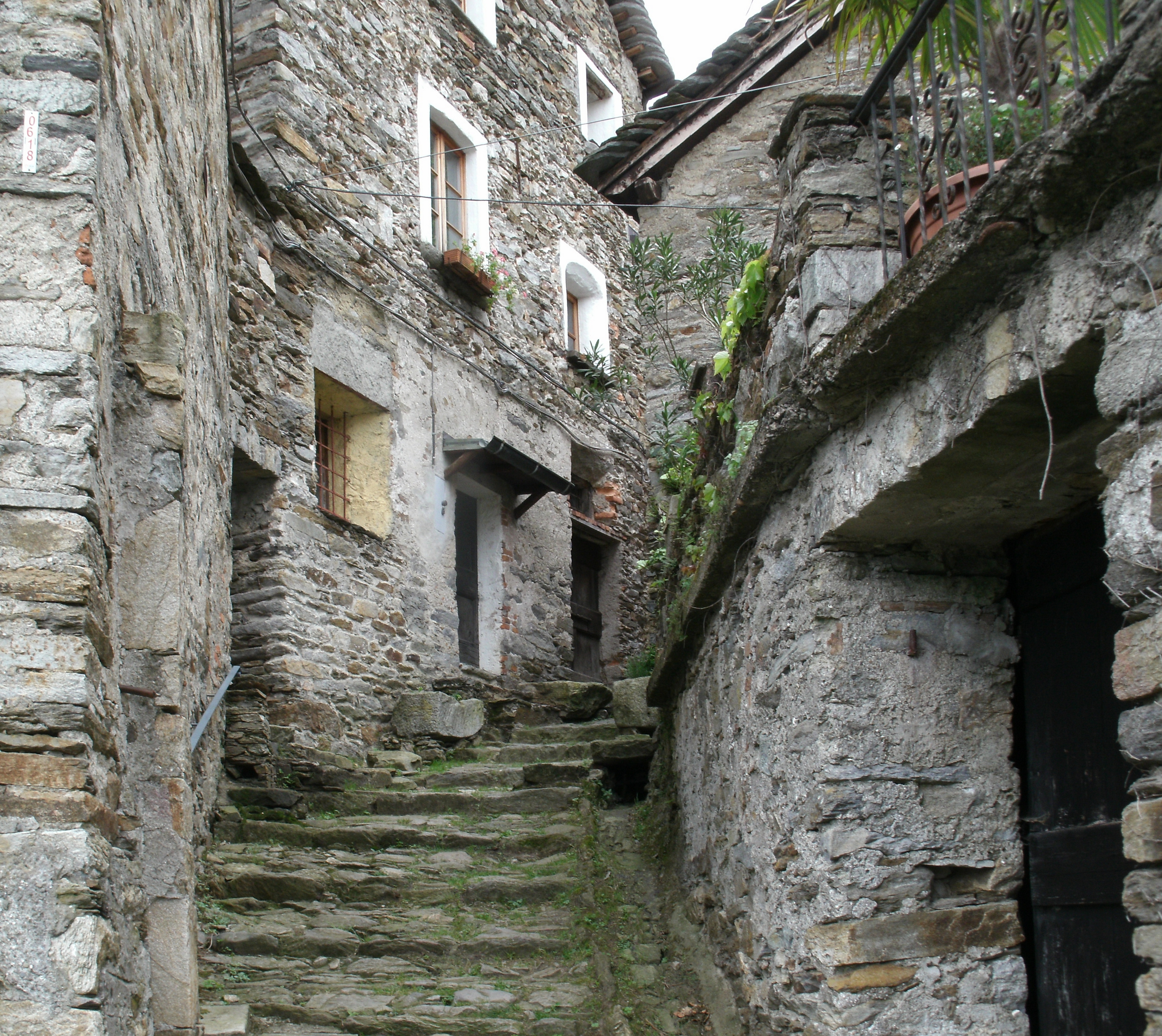
Treppengasse

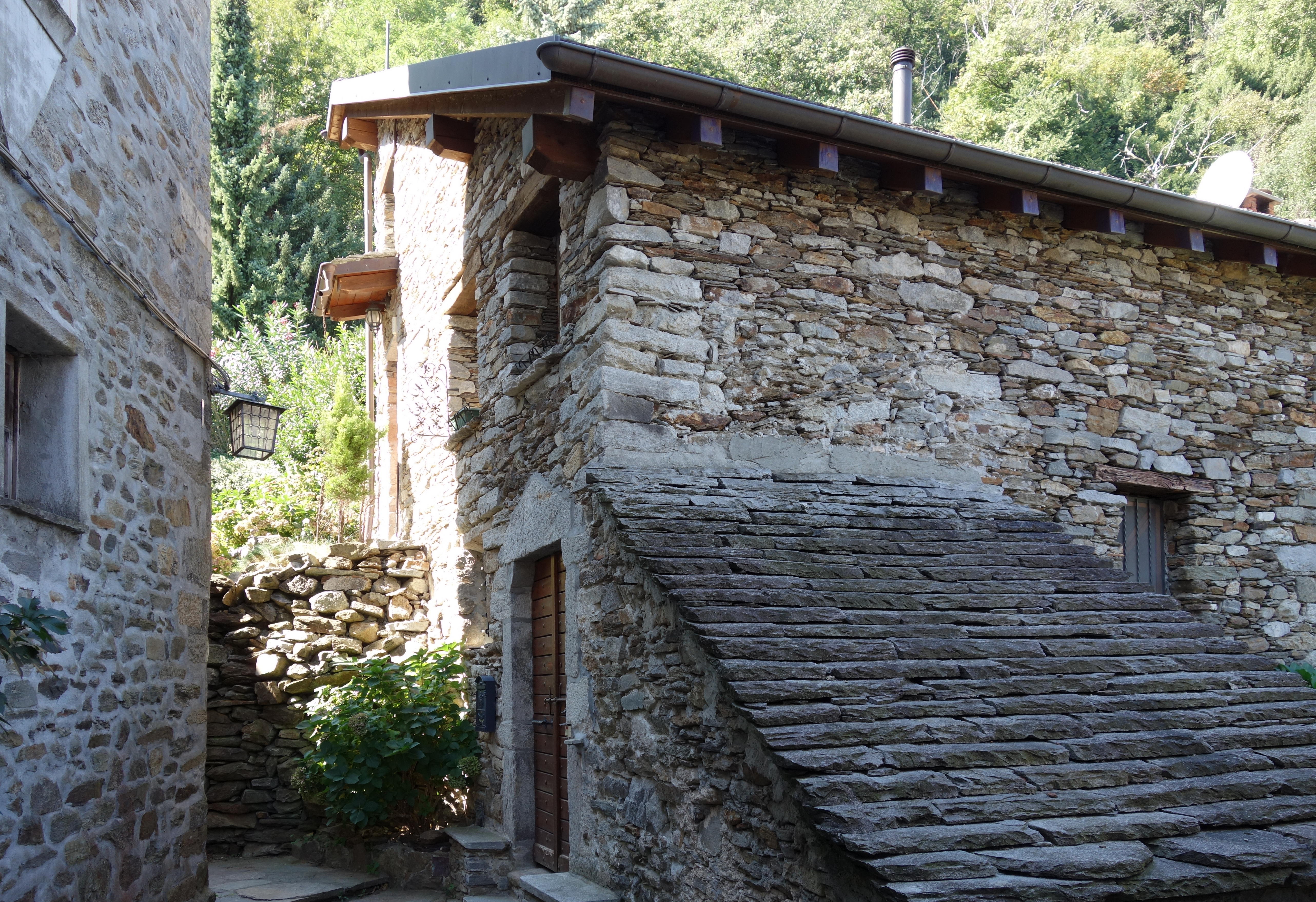
Mittelalterliche Dorfstraße

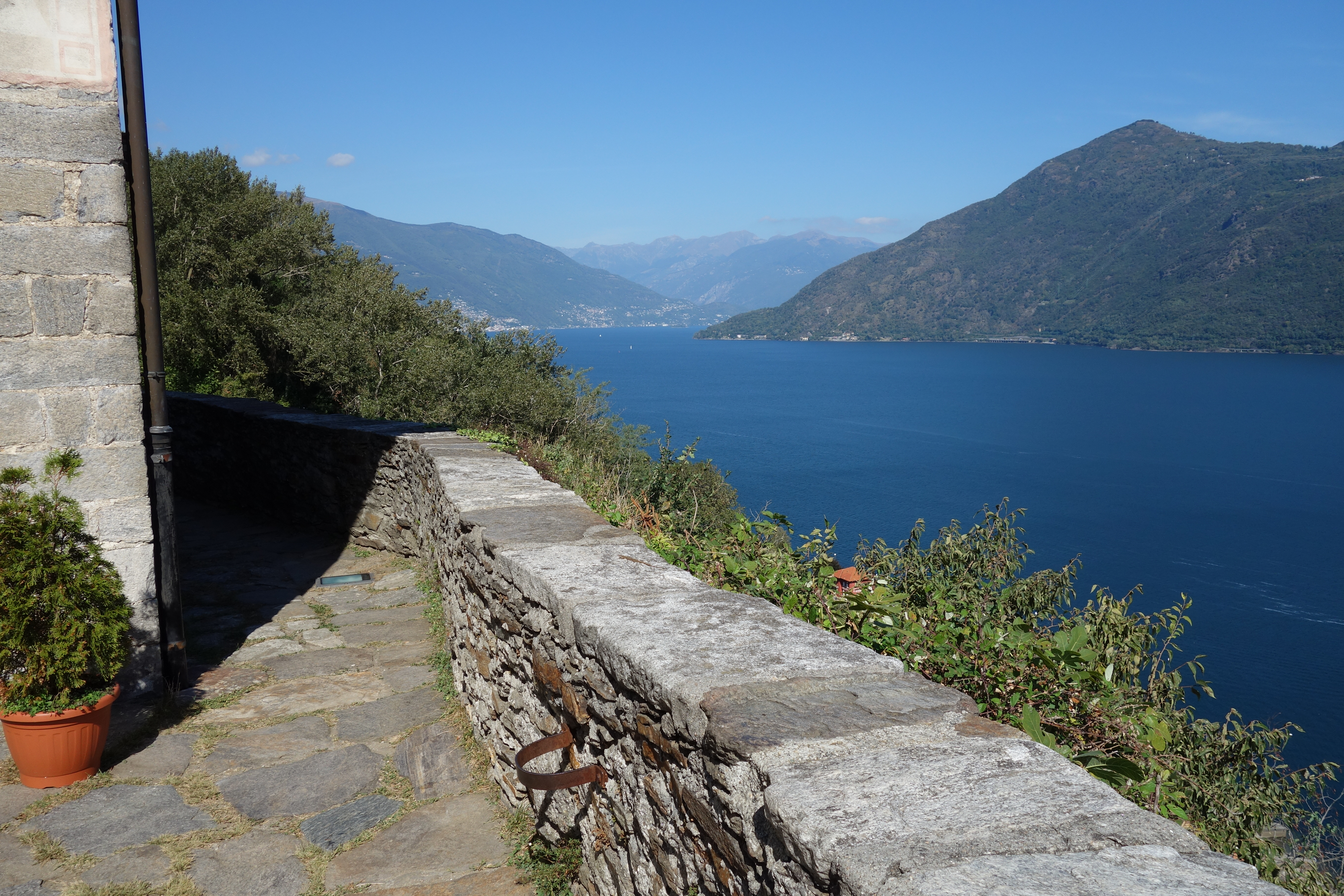
Lago Maggiore in nördlicher Richtung von der Terrasse hinter der Kirche San Gottardo aus gesehen

Das sehr gut erhaltene mittelalterliche Dorf wurde um das Jahr 1000 gegründet, um den Zugang zu Cannobio zu verteidigen und die Einwohner der weiter unten liegenden Ortschaften bei Gefahr zu beherbergen. Ursprünglich war Carmine Superiore die Hausburg einer Adelsfamilie aus Cannobio. Die um 975 auf einem steilen Felsvorsprung erbaute Burg, die einen weiten Blick auf das Westufer des Lago Maggiore und die dahinter aufragenden Berge der Lombardei bietet, galt damals als uneinnehmbar. Bei drohender Gefahr bot die Burg den Bewohnern aus der Umgebung einen sicheren Schutz. Aus dieser kleinen Festung entstand im Laufe der Jahrhunderte das heutige Dorf Carmine Superiore, geprägt von Steinhäusern, welche rund um die Kirche San Gottardo aus dem 14. Jahrhundert gebaut sind. Als übrig gebliebene Zeugnisse alter Weinberge befinden sich am Rande von Carmine Superiore Terrassen aus Trockenmauern, welche als Festungsmauern einer Bastion auf dem abschüssigen Gelände dienten. Die Anordnung und die solide Konstruktion der Gebäude sind typisch für eine mittelalterliche Fluchtburg, die sich als ein wirksames Verteidigungssystem auf einer natürlichen Anhöhe erwies.

### Neuzeit
Früher war Carmine Superiore dicht besiedelt. Viele Bergbauernfamilien aus der Umgebung der Ortschaft betrieben intensive Landwirtschaft in einer terrassierten Kulturlandschaft. Seit dem Ende des Ersten Weltkrieges jedoch verließen die Bewohner nach und nach ihre Heimat, da der Bergbauernberuf nicht genug einbrachte. Bedingt durch einen regen Tourismus haben sich hier aber inzwischen wieder ehemals Einheimische, aber auch neu zugezogene Einwohner niedergelassen, die Wert darauf legen, die Tradition des Dorfes zu pflegen und zu erhalten. Die Häuser sind dank intensiver Restaurierungsmaßnahmen heute größtenteils in gutem Zustand.

## Geschichte und Architektur der Kirche San Gottardo

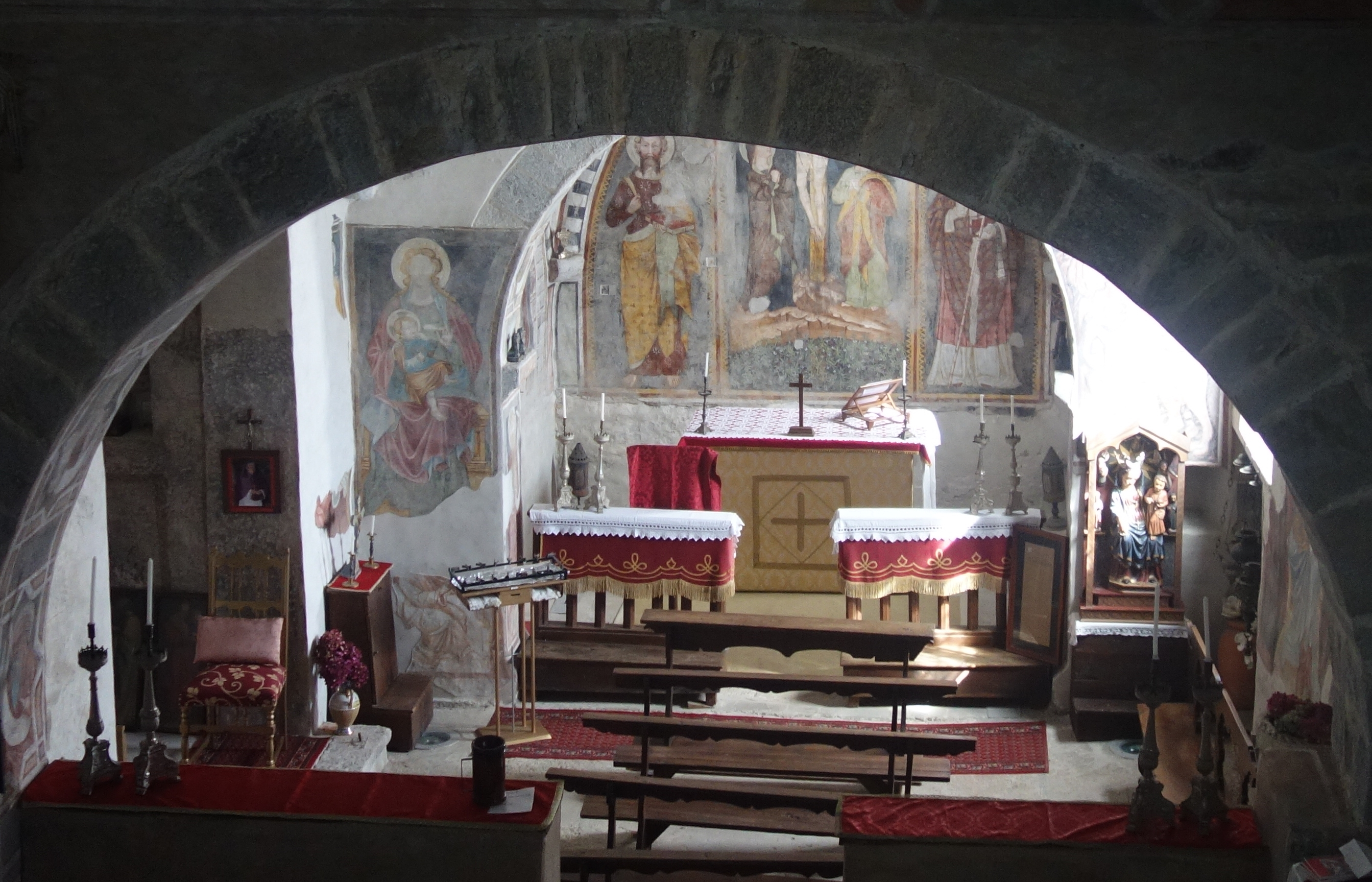
Altarraum mit inneren Fresken

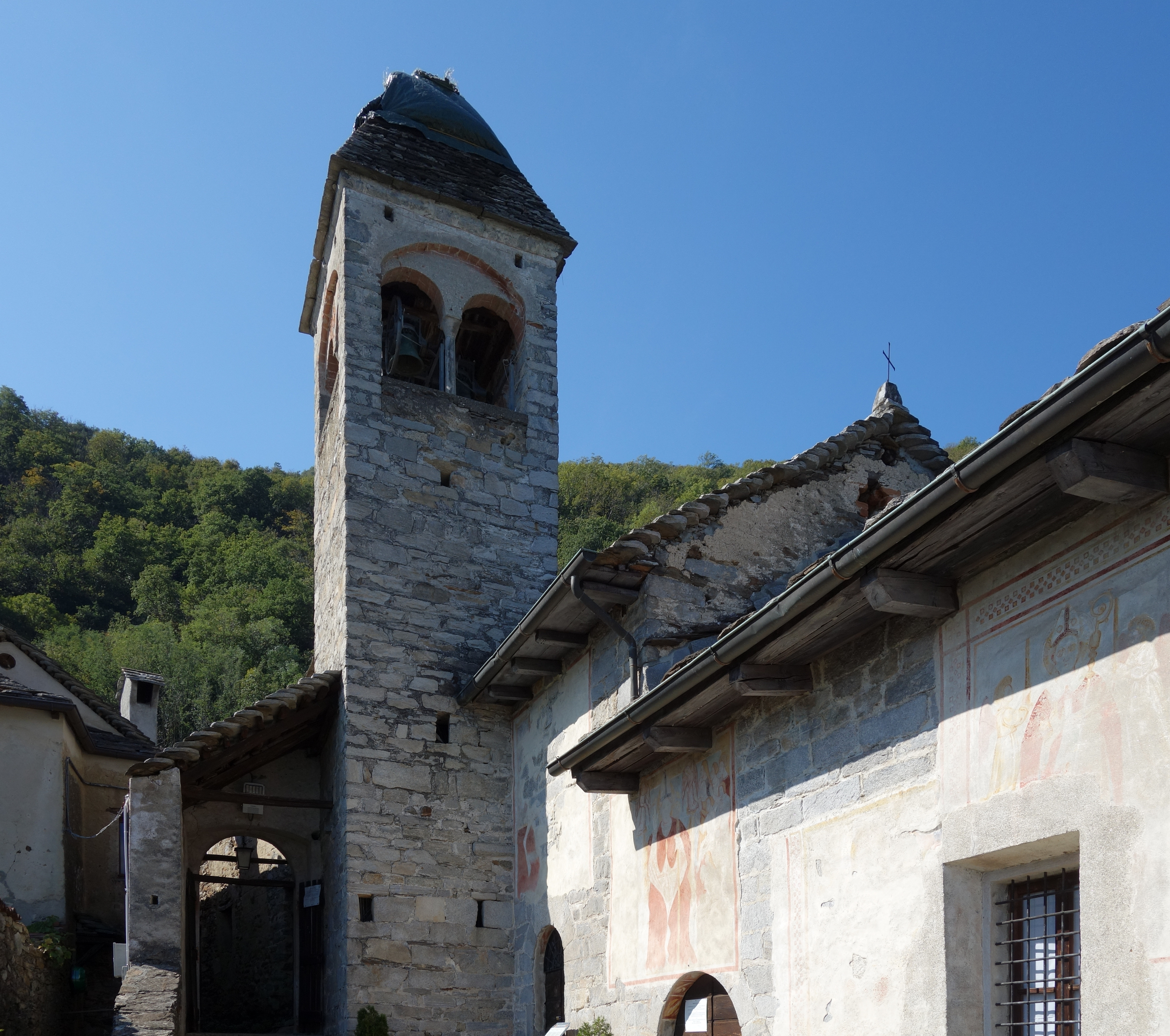
Glockenturm und äußere Fresken

Der Bau der romanischen Kirche San Gottardo mit einem spätromanischen Glockenturm wurde im Jahre 1332 begonnen und erst 70 Jahre später vollendet. Dies zeigt eine Inschrift über dem Hauptportal. In einer weiteren erst 1431 abgeschlossenen Bauphase wurde die Kirche erweitert, um der wachsenden Zahl von Gläubigen gerecht zu werden. Geweiht wurde die Kirche im Jahre 1574 von Karl Borromäus. Bis etwa 1875 diente der Vorplatz der Kirche als Friedhof.
Die aus dem 14. Jahrhundert stammenden inneren und äußeren Fresken zeigen Szenen aus der Bibel nach ambrosianischer Tradition. Von außen sind insbesondere die Heiligen Gottardo und Christopher zu sehen. Auf dem Gewölbe ist der von den Evangelisten umgebene Christus abgebildet. Die Wand hinter dem Altar zeigt das Fresko einer Kreuzigung sowie ein weiteres Fresko der Heiligen Gottardo und Peter. Auf den Gewölben befinden sich zwölf Szenen aus dem Leben des heiligen Gottardo.
Carmine Superiore gehörte bis ca. 1710 zum Herzogtum Mailand. Damals weihten die Herzöge der Familie Visconti die Kirche dem heiligen Gotthard, dem Schutzpatron der Gichtkranken. Bis heute pilgern Kranke und Gebrechliche hierher, die sich Linderung und Heilung ihrer Krankheiten erhoffen.
Im Jahre 2001 wurde die aufwändige Restaurierung der Kirche und ihrer Fresken seitens der Gemeinde Cannobio fertig gestellt.